# Милан Катић
Милан Катић (22. октобар 1993) српски је одбојкаш који игра на позицији примача сервиса.

## Биографија
Рођен је у београдском насељу Батајница, а од малих ногу је тренирао фудбал, али се касније пребацио на одбојку.
Професионалну каријеру је почео у Војводини где је провео шест година. Након тога је годину дана играо за Галатасарај, а касније је играо у три пољска клуба. Године 2021. прешао је у Волеј Милано.